# Frisco (Texas)
Frisco je město ve Spojených státech amerických. Nachází se v okrese Denton County ve státě Texas v souměstí Dallas–Fort Worth. Ve městě žije přibližně 201 tisíc obyvatel a jeho rozloha činí 161,6 km². Město bylo založeno roku 1904. Je 14. nejlidnatějším městem v Texasu a 99. nejlidnatějším městem v USA.
Své sídlo zde mají Gearbox Software, Dallas Cowboys a FC Dallas. Město leží ve vzdálenosti asi 40 kilometrů od Dallas Love Field a od Dallas/Fort Worth International Airport. V nultých letech 21. století a také v roce 2017 bylo Frisco co do počtu populace nejrychleji rostoucím městem v USA. Leží v oblasti s vlhkým subtropickým podnebím.